# 柳原站 (長野縣)
柳原站（日语：／ Yanagihara eki */?）是位於長野縣長野市大字柳原，屬於長野電鐵的長野線車站。車站編號為N10。

## 歷史
- 1926年（大正15年）
  - 6月28日：長野電氣鐵道車站啟用。
  - 9月30日 - 河東鐵道與長野電氣鐵道合併，長野電鐵成立。
- 1968年（昭和43年）4月1日：結束貨物業務。
- 2007年（平成19年）11月 - 12月：月台提升高度，同時設置斜道工程開始。
- 2012年（平成24年）3月19日：車站大樓翻新。
- 2019年（令和元年）10月1日：當日起成為整日無人車站[2]。ただし当面の間平日夕方に臨時集札を実施する[2]。

## 車站構造
車站是一座地面車站，設有1面2線島式月台。曾經此站設有留置線，現時已經撤走。
在2007年新設站內自動廣播設備，除了早上和晚上外，當列車進站與通過時會進行廣播。另外在候車室外設有資訊板，表示列車進站與通過資訊。在2012年，車站大樓進行翻新。舊車站大樓中的站名牌於新車站大樓內保存。
在每年5月下旬，站內會盛開溪蓀，成為車站名物。
此站曾經為有人車站，但是自2019年起成為無人車站，替而代之為設置對講機與閉路電視。但是，平日下午5時至7時之間會有職員於此站收集車票（不進行售票與檢票業務）。

### 月台
| 月台 | 路線    | 上下行 | 方向               |
| ---- | ------- | ------ | ------------------ |
| 1    | ■長野線 | 下行   | 須坂、信州中野方向 |
| 2    | ■長野線 | 上行   | 權堂、長野方向     |

## 車站周邊
- 長電Heart Net（日语：ながでんウェルネス）柳原、柳原溪蓀之里
- 柳原郵局
- 長野市政廳（日语：長野市役所）柳原分所[1]
- 長野市民醫院（日语：長野市民病院）[1]
- 長野市立柳原小學（日语：長野市立柳原小学校）
- American Drug柳原店
- 千曲川
- 國道18號
- 國道406號（日语：国道406号）
- Apina（日语：共和コーポレーション）村山店

## 巴士路線
於車站北邊的市道上設有長電巴士柳原站巴士站。在車站南邊的國道18號上設有長電巴士柳原中央巴士站。站前廣場設有長野市合乘的士柳原站巴士站。
此站是長野電鐵和長電巴士的「列車、巴士轉乘定期票」指定轉乘車站，轉乘巴士站不是指定為柳原站巴士站，而是柳原中央巴士站。

### 長電巴士
- 51 平林、柳原線
  - 長野站 - 權堂 - 東郵局（日语：長野東郵便局） - 柳原中央 - （柳原站 - 市民醫院（日语：長野市民病院）） - 柳原（日语：柳原 (長野市)）

### 長野市合乘巴士
- 長沼線
  - 蘋果之湯 - 豐野站 - 長沼（日语：長沼 (長野市)）分所 - 市民醫院 - 柳原站（ - 柳原）

## 使用狀況
以下為近年1日平均乘車人次變化。
| 年度   | 一日平均 乘車人次 |
| ------ | ----------------- |
| 2009年 | 532               |
| 2010年 | 557               |
| 2011年 | 565               |
| 2012年 | 579               |
| 2013年 | 563               |
| 2014年 | 597               |
| 2015年 | 626               |
| 2016年 | 641               |
| 2017年 | 652               |
| 2018年 | 633               |
| 2019年 | 590               |

## 相鄰車站
長野電鐵
■長野線
■A特急、■B特急
通過
■普通
附屬中學前（N9）－柳原（N10）－村山（N11）

## 注腳
1. 1 2 3 4 5 6 7 8 9 10  信濃毎日新聞社出版部. . 信濃毎日新聞社. 2011-07-24: 274. ISBN 9784784071647 （日语）.
2. 1 2 3 4   (新闻稿). 長野電鉄. 2019-09-25  [2021-01-18]. （原始内容存档于2019-09-30） （日语）.
3. ↑  《長野市統計書》各年度版。

## 外部連結
- 柳原站｜各站資訊 （页面存档备份，存于）（日語） - 長野電鐵